# Entephria tzygankovi
Entephria tzygankovi är en fjärilsart som beskrevs av Eugen Wehrli 1929. Entephria tzygankovi ingår i släktet Entephria och familjen mätare. Inga underarter finns listade i Catalogue of Life.